# باتريك يانسون
باتريك يانسون هو سياسي بلجيكي، ولد في 19 سبتمبر 1956 بأنتويرب في بلجيكا. حزبياً، نشط في Vooruit (political party) ‏. وقد انتخب عمدة أنتويرب ‏ (10 يوليو 2003 – 31 ديسمبر 2012) وانتخب عمدة أنتويرب (10 يوليو 2003 – 31 ديسمبر 2012) وانتخب عضو البرلمان الفلمنكي.

## وصلات خارجية
- الموقع الرسمي